# Nicolás Rojas
Nicolás Rojas Inostroza (Santiago, 20 de junio de 1989) es un periodista, escritor y conductor de televisión de Chile. Es conocido por su trayectoria en proyectos de divulgación cultural, como la conducción del podcast de literatura Ojo en Tinta y el programa de televisión sobre museos Entrada Liberada.

## Trayectoria
Nació en Santiago y creció en la localidad de Maipú. 
En 2007 entró a la Escuela de Periodismo de la Universidad de Chile, donde empezó a ahondar en sus intereses por el mundo cultural. En esa época condujo el programa El Estudiantazo en la Radio Universidad de Chile y dio sus primeros pasos, junto a Pablo Espinosa y Patricio Contreras, en el proyecto Ojo en Tinta, un medio sobre literatura y vida cultural, que ha explorado el formato digital, televisivo, -en el Canal 13C y luego en STGO TV de la Universidad de Santiago-, y actualmente el del podcast, con la emisión Libros para salvar el mundo.
Fue periodista en el cuerpo Artes y Letras de El Mercurio y columnista en otros medios como La Raza Cómica.
Trabajó en el área de comunicaciones de Memoria Chilena y fue jefe de extensión y comunicaciones del Museo Violeta Parra. 
En 2014 fue incluido entre los 100 jóvenes líderes de Chile por la Revista Sábado y la Universidad Adolfo Ibáñez por su proyecto Ojo en Tinta.
En 2019 partió a España a estudiar un máster en patrimonio mundial y proyectos culturales para el desarrollo en la Universidad de Barcelona.
En 2020, cuando preparaba un libro de crónicas de viajes, la pandemia de COVID lo pilló de visita en Azerbaiyán. Permaneció varado en ese país por ocho meses.
En 2023 asumió la conducción de Entrada Liberada, un programa de televisión documental dedicado a la exploración del patrimonio cultural y natural de Chile a través de todos sus espacios museográficos. El programa es emitido por NTV y ha tenido dos temporadas.

## Obras
- Ojo en Tinta. Conversaciones radiales sobre el libro. Editorial Cinco Ases, 2015
- Grito y plata. Historias de casinos, hípica y juegos de azar en Chile. Letra Capital Ediciones, 2016